# Maurice Maschino
Maurice Maschino, également connu sous Maurice Tarik Maschino, né le 14 octobre 1931 à Paris 13e et mort le 19 avril 2021 à Paris 18e,,, est un journaliste français au Monde diplomatique. Auteur d'une vingtaine d'ouvrages depuis 1960, un de ses thèmes de prédilection, à partir de 1982, a été l'école.

## Biographie
Maurice Maschino nait d'une mère russe.
Alors qu'il occupe son premier poste d'enseignant de philosophie au lycée d'Azrou au Maroc à partir de 1956, il découvre la guerre d'Algérie et s'engage comme militant de l'indépendance aux côtés du FLN. Il s'exprime en ce sens dans la presse marocaine et algérienne, ce qui lui vaut en France une inculpation pour atteinte à la sûreté de l'État et une annulation de son sursis de service militaire. Mais, refusant d'honorer ces obligations militaires, il se réfugie en Tunisie. Il est condamné à un an de prison par contumace en 1958. En avril 1960, il publie un témoignage de son insoumission, Le refus, qui est immédiatement saisi. Après l'indépendance de l'Algérie en 1962, il épouse une Algérienne, Fadéla M'Rabet, prend la nationalité algérienne, enseigne en Algérie et anime avec son épouse une émission à la radio nationale. C'est en raison de cet attachement à ce pays qu'il s'est choisi ce deuxième prénom, Tarik. Mais du fait des positions féministes de son épouse, ils sont interdits d'antenne et de presse après le coup d'État du 19 juin 1965 de Houari Boumediène, et finissent par quitter l'Algérie et s'installer en France en 1971.
En 1974, son fils Denis rencontre alors qu'il étudie à Alger Dalila Zeghar, sœur de Messaoud Zeghar, un proche de Boumediène, et ils s'enfuient ensemble à Montréal après s'être mariés à Paris. En 1978, Messaoud Zeghar enlève sa sœur à Montréal et la conduit contre son gré en Algérie, ce qui provoque une mobilisation internationale, Maurice Maschino étant à la pointe. Le couple est réuni en 1981.
Maurice T. Maschino est chroniqueur au quotidien algérien El Watan.

## Publications
- Le Refus : récit, 1960
- L'engagement : le dossier des réfractaires, 1961
- L'Algérie des illusions : la révolution confisquée, 1972
- Sauve qui peut, 1977
- Votre désir m'intéresse : enquête sur la pratique psychanalytique, 1982
- Vos enfants ne m'intéressent plus, 1983
- Voulez-vous vraiment des enfants idiots ?, 1983
- Savez-vous qu'ils détruisent l'université ?, 1984
- Êtes-vous un vrai Français ?, 1988
- « Allez-y doucement, camarades ! » ou L'amour chez les soviets, 1991
- L'École, usine à chômeurs, 1992
- Quand les profs craquent, 1993
- Mensonges à deux, 1995
- Après vous, messieurs : les femmes et le pouvoir, 1996
- Ils ne pensent donc qu'à ça ?, 1988
- Y a-t-il de bonnes mères ?, 1999
- Votre âge ne m'intéresse pas, 2000
- Louba la peste : récit, 2000
- Oubliez les philosophes !, 2001
- Parents contre profs, 2002[9]
- L'Algérie retrouvée, 2004
- Un geste ordinaire : de l'assassinat à la mort voulue, 2006
- L'école de la lâcheté, 2007
- La République des bigots, 2009